# Alerrandro
Alerrandro, pseudonimo di Alerrandro Barra Mansa Realino de Souza (Lavras, 12 gennaio 2000), è un calciatore brasiliano, attaccante del CSKA Mosca.

## Caratteristiche tecniche
È un centravanti.

## Carriera

### Club
Cresciuto nel settore giovanile dell'Atlético Mineiro, ha esordito in prima squadra il 25 gennaio 2018 in occasione del match del Campionato Mineiro perso 1-0 contro il Villa Nova.

### Nazionale
Con la nazionale Under-17 brasiliana ha preso parte al campionato mondiale del 2017.

## Palmarès

### Club

#### Competizioni statali
- Campionato Baiano: 1

Vitória: 2024

#### Competizioni nazionali
- Coppa di Russia: 1

CSKA Mosca: 2024-2025
- Supercoppa di Russia: 1

CSKA Mosca: 2025

### Nazionale
- Campionato sudamericano Under-17: 1

Cile 2017

### Individuale
- Capocannoniere del Campionato Baiano: 1

2024 (5 reti)
- Capocannoniere del Campionato brasiliano: 1

2024 (15 reti, ex aequo con Yuri Alberto)